# یوری بارینوف
یوری بارینوف (انگلیسی: Yuri Barinov؛ زادهٔ ۳۱ مهٔ ۱۹۵۵) دوچرخه‌سوار اهل اتحاد جماهیر شوروی سوسیالیستی است.
وی در مسابقات کشوری و بین‌المللی در مجموع برندهٔ ۱ مدال برنز شده‌است.